# Геллер, Брюс
Брюс Ге́ллер (англ. Bruce Geller; 13 октября 1930, Нью-Йорк, Нью-Йорк — 21 мая 1978, Санта-Барбара, Калифорния) — американский сценарист и телепродюсер, изредка выступал как режиссёр, актёр и композитор. Наиболее известен своей работой над сериалами «Миссия невыполнима» (1966—1973) и «Детектив Мэнникс» (1967—1975).

## Биография
Брюс Бернард Геллер родился 13 октября 1930 года в Нью-Йорке. В 1952 году окончил Йельский университет, где изучал психологию и социологию, а также много интересовался театром. После получения высшего образования переехал в Голливуд, где начал карьеру теле-сценариста.
С 1950 года начал пробовать себя как сценариста отдельных эпизодов некоторых сериалов, с 1963 года — как продюсера отдельных эпизодов некоторых сериалов. В 1957 и 1961 годах выпустил две книги стихов для мюзиклов, но они были встречены критиками достаточно прохладно. С 1966 по 1973 год работал над сериалом «Миссия невыполнима», и с 1967 по 1975 год — над сериалом «Детектив Мэнникс». Он выступил продюсером почти двух сотен эпизодов в каждом случае, что и принесло ему основную известность в мире телевидения.
7 сентября 1953 года Геллер женился на девушке по имени Жаннетт Маркс. Пара прожила вместе 25 лет до самой смерти Брюса. От брака остались двое дочерей: Лайза и Кэтерин. Жаннетт скончалась в августе 2007 года от старости.
Брюс Геллер был энтузиастом полётов, у него была собственная Cessna 337 Skymaster. 21 мая 1978 года он управлял этим самолётом, попал в густой туман и в 9:15 утра врезался в горный склон близ города Санта-Барбара. Геллер был похоронен на кладбище «Гора Синай» в Лос-Анджелесе. 

## Награды и номинации
- 1961 — Премия Гильдии сценаристов США в категории «Драма-антология (30 минут)» за сериал «Шоу Дюпонта с Джун Эллисон[англ.]» — номинация.
- 1962 — Премия Гильдии сценаристов США в категории «Эпизодическая драма» за сериал «Человек с Запада» — номинация.
- 1965 — Премия «Наследие вестерна» (Бронзовый рэнглер[англ.]) в категории «Вымышленная телевизионная драма» за сериал «Сыромятная плеть» — победа.
- 1967[англ.] — Прайм-таймовая премия «Эмми» в категории «Лучший сценарий драматического телесериала» за сериал «Миссия невыполнима» — победа.
- 1969[англ.] — Прайм-таймовая премия «Эмми» в категории «Лучший сценарий драматического телесериала» за сериал «Миссия невыполнима» — номинация.
- 1969 — Премия Гильдии сценаристов США в категории «Эпизодическая драма» за сериал «Детектив Мэнникс[англ.]» — номинация.
- 1972[англ.] — Прайм-таймовая премия «Эмми» в категории «Лучший сценарий драматического телесериала» за сериал «Детектив Мэнникс» — номинация.
- 1973[англ.] — Прайм-таймовая премия «Эмми» в категории «Лучший сценарий драматического телесериала» за сериал «Детектив Мэнникс» — номинация.

## Фильмография
| Год(ы)  | Название                          | Режиссёр | Сценарист | Продюсер       | Создатель   | Примечания |
| ------- | --------------------------------- | -------- | --------- | -------------- | ----------- | --- |
| 1953    | Джимми Хьюз, стажёр-полицейский   |          | Да        |                |             | Неизвестное количество эпизодов |
| 1953-54 | Детектив изнутри                  |          | Да        |                |             | 4 эпизода |
| 1954-55 | Флэш Гордон                       |          | Да        |                |             | 2 эпизода |
| 1956    | Час Kaiser Aluminum               |          | Да        |                |             | Эпизод «Человек на белом коне» |
| 1957    | Худой человек                     |          | Сюжет     |                |             | Эпизод «Роковое клише» |
| 1958-59 | Грубые всадники                   |          | Да        |                |             | 2 эпизода |
| 1958-59 | Стрелок                           |          | Да        |                |             | 2 эпизода |
| 1958-63 | Есть оружие — будут и путешествия |          | Да        |                |             | 5 эпизодов |
| 1959    | Человек окружного прокурора       |          | Да        |                |             | Эпизод «Свидетель» |
| 1959-61 | Театр Зейна Грея Дика Пауэлла     |          | Да        |                |             | 4 эпизода |
| 1960    | Шоу Дюпонта с Джун Эллисон        |          | Да        |                |             | 2 эпизода |
| 1960    | Сборник сказок Ширли Темпл        |          | Да        |                |             | Эпизод «Том и Хек» |
| 1960    | Человек с Запада                  | Да       | Да        |                |             | Режиссёр эпизода «Призрачный шанс» Сценарист 4-х эпизодов |
| 1960-61 | Мятежник                          |          | Да        |                |             | 2 эпизода |
| 1961    | Два лица Запада                   |          | Да        |                |             | Эпизод «Двойное действие» |
| 1961    | Плавание на спёртом корабле       |          | Да        |                |             | Кинофильм |
| 1962    | Доктор Килдейр                    |          | Да        |                |             | Эпизод «Мой брат, мой доктор» |
| 1962    | Цель — коррупционеры!             |          | Сюжет     |                |             | Эпизод «Моя родная земля» |
| 1963    | Шоу Дика Пауэлла                  |          | Да        | Да             |             | 3 эпизода |
| 1963    | Шоу Роберта Тейлора               |          | Да        | Да             |             | Сценарист эпизода «История успеха» Продюсер неизвестного количества эпизодов |
| 1964-65 | Сыромятная плеть                  |          |           | Да             |             | 21 эпизод |
| 1966-73 | Миссия невыполнима                |          | Да        | Исполнительный | Да          | Создатель 171-го эпизода Сценарист и продюсер эпизода «Пилот» Исполнительный продюсер 170-ти эпизодов В 1969 году вышел кинофильм-компиляция «Миссия невыполнима против мафии» состоящий из 2-х эпизодов сериала |
| 1967-75 | Детектив Мэнникс                  |          | Да        | Исполнительный | Разработчик | Создатель 194-х эпизодов Сценарист и продюсер эпизода «Имя Мэнникс» Автор сюжета эпизода «Билет на затмение» Исполнительный продюсер 193-х эпизодов                                                              |
| 1972    | Корки                             |          |           | Да             |             | Кинофильм |
| 1973    | Охотник                           |          | Да        | Да             |             | Телефильм |
| 1973    | Гарри-карманник                   | Да       |           | Да             |             | Кинофильм |
| 1975    | Суперкопы                         |          |           | Исполнительный |             | Телефильм |
| 1976    | Головоломка Джона                 |          |           | Да             |             | Неизвестное количество эпизодов |
| 1976    | Детектив Бронк                    |          | Да        | Исполнительный |             | Сценарист эпизода «Ближайщий родственник» Автор сюжета эпизода «Мститель» Продюсер эпизода «Пилот» Исполнительный продюсер 20-ти эпизодов                                                                        |
| 1976    | Дикие пчёлы                       | Да       |           | Да             |             | Телефильмы |
| 1978    | Мать, Джакс и скорость            |          |           | Да             |             | Телефильмы |
| 1988-90 | Миссия невыполнима                |          |           |                | Да          | 35 эпизодов Указан посмертно |

Также имя Геллера указывается в титрах каждого из фильмов Миссия невыполнима (1996 — н. в.) в качестве создателя оригинального сериала.